# Get the Knack
Get the Knack ist das Debütalbum der kalifornischen Rockband The Knack aus dem Jahr 1979. Das Album erschien auf dem Label Capitol Records. Auf dem Album befindet sich der von Doug Fieger und Berton Averre geschriebene Hit My Sharona.

## Aufnahme
Das Album wurde im April 1979 binnen zwei Wochen aufgenommen und kostete lediglich 18.000 US-Dollar. Produzent des Albums war Mike Chapman, der zuvor unter anderem Hits für The Sweet geschrieben und das Erfolgsalbum Parallel Lines von Blondie produziert hatte.

## Titelliste
Seite 1:
1. Let Me Out (Doug Fieger, Berton Averre) – 2:20
2. Your Number or Your Name (Fieger, Averre) – 2:57
3. Oh Tara (Fieger) – 3:04
4. She's So Selfish (Fieger, Averre) – 4:30
5. Maybe Tonight (Fieger) – 4:00
6. Good Girls Don't (Fieger) – 3:07

Seite 2:
1. My Sharona (Fieger, Averre) – 4:52
2. Heartbeat (Bob Montgomery, Norman Petty) – 2:11
3. Siamese Twins (The Monkey and Me) (Fieger, Averre) – 3:25
4. Lucinda (Fieger, Averre) – 4:00
5. That's What the Little Girls Do (Fieger) – 2:41
6. Frustrated (Fieger, Averre) – 3:51

## Weblink
- The Knack – Get The Knack bei Discogs